# Морская геология
Морская геология (геологическая океанография, геология моря) — отрасль геологии, дисциплина, изучающая строение, состав, геологическую историю и развитие земной коры, слагающей дно морей и океанов.

Формирование океанического жёлоба.

## Описание

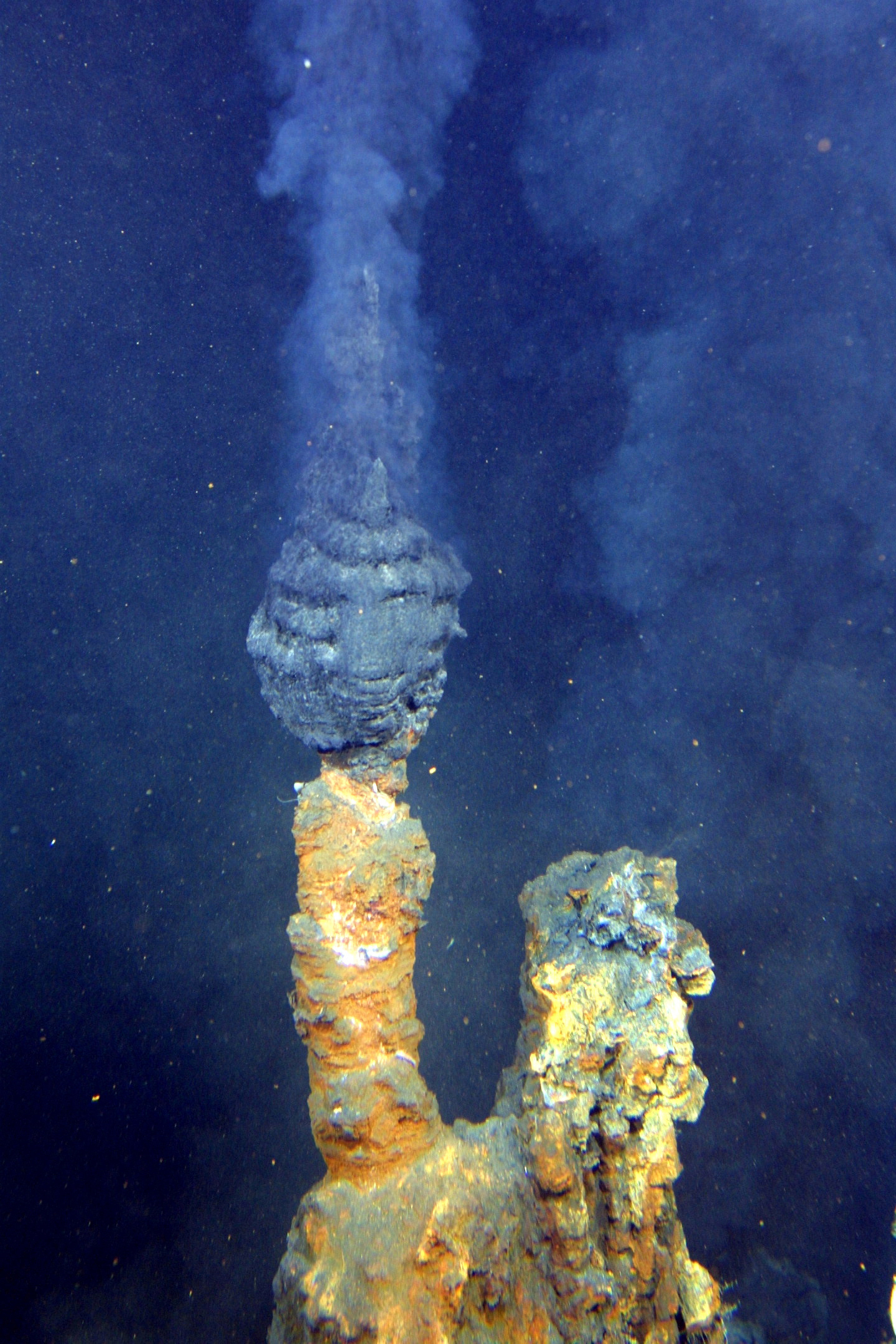
Чёрный курильщик

Как и обычная геология, представляет собой (применительно к изучению морского дна) большой набор наук: литологию, стратиграфию и палеонтологию, геофизику, палеоокеанологию, вулканологию и петрологию и т. п..

## примечания
1. ↑  Морская геология. Дата обращения: 18 августа 2010. Архивировано из оригинала 25 августа 2013 года.
2. ↑  bse.sci-lib.com/article078243.html Определение в БЭС